# Headless Horseman (film, 2022)
Pour plus de détails, voir Fiche technique et Distribution.
Headless Horseman est un film d'action et d'horreur américain, écrit et réalisé par Jose Prendes, sorti en 2022. Il met en vedette dans les rôles principaux Michael Paré, Nic Caruccio et Amanda Jones.

## Synopsis
Angel Cregar (Ethan Daniel Corbett) est un homme impitoyable. Trafiquant de drogue, il n’hésite pas à tuer ses complices qui tentent de le voler. Il essaye de retrouver Sophia (Amanda Jones), la fille qui lui a brisé le cœur au lycée. Quand il la trouve, malheureusement elle n’est toujours pas intéressée par lui et elle est fiancée à Brandon (Nic Caruccio). Alors Angel, Fleck (Sean Whalen) et leurs hommes de main tuent Brandon et kidnappent Sophia. Il reste à Brandon juste assez de vie pour conclure un pacte avec le Diable (Michael Paré) afin de délivrer l’amour de sa vie et se venger de son (presque) assassin. Satan lui donne un gant qui ressemble un peu aux griffes de Wolverine, et la capacité de transformer sa tête en une Jack-o'-lantern enflammée. L’inconvénient est qu’il doit maintenant se nourrir de sang humain.

## Distribution
- Michael Paré: le Diable
- Nic Caruccio : Brandon
- Amanda Jones : Sophia
- Ethan Daniel Corbett : Angel Cregar
- Kate Hodge : Moira
- Sean Whalen : Fleck
- Frankie Pozos : Jose
- Nihilist Gelo : Val
- Connor Storrie : Tom
- Jonathan Huynh-Mast : Dougie
- Eric Reingrover : Lou
- Leonard Kelly-Young : Père Ronald
- Alex West : Conrad
- Adam Pepper : Roy
- Marcos James : Gilbert
- Downey Preston : Maxwell
- Aaron K. Carter : Lane
- Graham Denman : Lorenzo[3]

## Production

### Tournage
Le tournage a eu lieu à Los Angeles, en Californie, aux États-Unis. Le film est sorti le 14 octobre 2022 aux États-Unis, son pays d’origine.

## Accueil

### Réception critique
Voices From The Balcony considère Headless Horseman comme un film de commande de The Asylum pour Halloween, dont l'intrigue mélange Ghost Rider et Sleepy Hollow. » Le réalisateur Jose Prendes a déclaré : « Je suis un grand admirateur de l’histoire originale de Sleepy Hollow, et la tâche de la réinterpréter était ardue, mais une fois que j’ai trouvé l’aspect parfait pour le film (quelque part entre Michael Mann et un film de super-héros), il est devenu beaucoup plus facile de raconter l’histoire de cet antihéros sur une Harley. » 
Voices From The Balcony rappelle que Headless Horseman a été écrit et réalisé par Jose Prendes (Blood Brothers, Corpses Are Forever), qui a écrit The Legend of La Llorona avec Danny Trejo faisant exploser des fantômes avec un fusil de chasse. Les aspects délirants de Headless Horseman ne sont donc pas tellement surprenants.
Sur Letterboxd, les spectateurs sont très ironiques envers le film, dont même le titre est trompeur. Quelques points positifs sont quand même signalés : le décor effrayant (thème d’Halloween oblige) l’éclairage, la photographie, les scènes de combat, mais surtout le kitsch général, qui fait du film davantage une comédie qu'un film d'horreur. »